# 老婆愈老愈可愛
《老婆愈老愈可愛》（英語：Oh! Lovely Wife）是香港麗的電視製作的電視劇集，在1982年8月首播，共20集，由梅小青擔任監製，創作主任海滴兼任編審及編劇，主演有羅樂林、苗金鳳、文雪兒、李燕燕、熊德誠、王偉、張瑛等。
本劇講述老妻少夫相處及如何面對周圍人士歧視的故事。

## 主要演員
- 羅樂林 飾 何佳
- 苗金鳳 飾 陳淑君
- 文雪兒 飾 鄭小茵
- 李燕燕 飾 蔡婉文
- 熊德誠 飾 何銘
- 王　偉 飾 趙思聰
- 阮佩珍 飾 陳淑敏
- 張　瑛 飾 何卓華
- 馮　真 飾 陳淑薇
- 蔣　金 飾 蔡俊文
- 黎　萱  飾 何母
- 金　山  飾 李有福
- 劉一帆  飾 胡貴
- 葉天行  飾 林吉祥
- 良　鳴 飾 蔡父
- 凌文海 飾 黃先生
- 徐　意 飾 三嬸
- 鄭文霞 飾 八姑
- 梁家輝 飾 Philip
- 劉嘉豪 飾 宋子豪